# Brunello (personaggio)
Brunello è un personaggio del ciclo carolingio, presente nei poemi Orlando innamorato e Orlando furioso. È un saraceno nano, incapace quindi di combattere, ma dotato di particolare agilità e conseguentemente utilizzato dal capo supremo dei Mori, Agramante, per compiere furti. Egli però non resiste alla tentazione di derubare anche comandanti saraceni e ciò sarà causa della sua rovina.
Appare per la prima volta nel secondo libro dell'Orlando innamorato  quando Agramante intende invadere l'Europa per sconfiggere Carlo Magno. A Brunello è stato detto che non ha possibilità di salvarsi se non porterà dalla parte saracena il giovane guerriero Ruggiero, ma questi è stato nascosto in un giardino segreto dal mago Atlante e l'unico modo per trovarlo è usare l'anello magico di Angelica. Brunello si impegna a rubare il gioiello e raggiunge dunque la fortezza dell'Albracca dove non solo riesce nell'intento, ma sottrae pure il cavallo a re Sacripante e la spada alla donna guerriera Marfisa, nonostante siano anch'essi Saraceni; quest'ultima si mette quindi all'inseguimento del ladro, il quale però la elude. Avuto l'anello, Agramante premia Brunello con un regno. I Saraceni trovano quindi Ruggiero al monte Carena dove lo vedono dietro una parete di vetro. Poiché questa è troppo ripida e scivolosa per essere scalata, il nano suggerisce ai soldati saraceni di ingannare Ruggiero, che a causa del suo innato amore per il combattimento scappa dal giardino nonostante le suppliche di Atlante e si unisce dunque a Brunello.
Nel Furioso a Brunello viene affidato l'anello da Agramante. La donna guerriera Bradamante è innamorata di Ruggiero che si trova prigioniero in un castello di Atlante: seguendo le istruzioni di Merlino, ella cattura Brunello e dopo aver preso l'anello lega il nano a un albero. Marfisa trova Brunello e lo libera, ma ancora irritata per il furto della sua spada consegna il ladro ad Agramante. Questi scopre che Brunello non ha più l'anello e fuori di sé decide di condannare a morte il nano, che viene impiccato. 
Di Brunello è rimasta celebre la descrizione fisica datane da Ariosto:
" La sua statura, acciò tu lo conosca,

non è sei palmi, ed ha il capo ricciuto;

le chiome ha nere, ed ha la pelle fosca;

pallido il viso, oltre il dover barbuto;

gli occhi gonfiati e guardatura losca;

schiacciato il naso, e ne le ciglia irsuto:

l'abito, acciò ch'io lo dipinga intero,

è stretto e corto, e sembra di corriero."
(Orlando furioso, III, 72)